# 軽騎兵
軽騎兵（けいきへい）は騎兵の一種。重騎兵が楯と鎧の重装甲を帯び敵の主力を壊滅させる目的で用いられたのに対し、軽騎兵は最小限の装備であり足の速さを活かした後方撹乱や奇襲に用いられた。
歴史的には、内陸ユーラシアの遊牧民の戦術に起源を持つ。この地域の牧民戦士は、遊牧生活の中で身につけた卓越した馬術と弓の技術によって弓騎兵として活躍し、近代的な火砲を基盤とする戦術が普及するまでは、ユーラシア大陸から北アフリカにかけての地域でもっとも有力な軍事勢力のひとつであった。
近代兵種としてはハンガリー王国で初めて用いられたフサール（ユサール、ハサー、フザール、驃騎兵とも呼ばれる）を示すことが多いが、竜騎兵や猟騎兵や槍騎兵やコサック騎兵も含んだ広義の呼び方もある。現在では、軽装甲車両や装甲兵員輸送車、オフロードバイクを主に用い、偵察を主任務とする部隊を軽騎兵（英: light cavalry）と呼ぶこともある。

## 特徴
軽騎兵は、甲冑のような防具を身につけないか、軽装備の防具のみを身につけ、弓・投槍やカービン、ピストルなどの飛び道具の他、剣や刀、槍などを操り、戦闘を行う。他の騎兵部隊と同様に数が上回る敵に対して突撃をためらわない勇気が賞賛され、また略奪を頻繁に行うことから荒くれものの集団と同一視されていることが多い。無防備な集落や補給部隊の襲撃、略奪や敵情の偵察に多大な効果を上げたが、弓矢などの投射武器や長槍を装備し、規律の取れた部隊に対しては必ずしも有利といえるわけではなかった。また、馬の管理は想像以上の手間がかかり、長期にわたる攻城戦では足手まといとなることが多かった。渡河戦では水や泥に足を取られて苦戦することもあり、船の輸送では疫病によって馬が大量死することも多い。
重騎兵と共通する点の一つは、部隊の育成に手間がかかることであり、一度壊滅的な打撃を受けた場合には建て直すのには長い時間がかかったことである。再編できるまでは兵力が大きく低下することもあった。熟練した乗り手になるには数年かかり、馬上で満足に戦闘が行えるようになるまではさらに数年がかかった。そのため、住民の大半が潜在的な軽騎兵である遊牧民社会以外では、その育成に非常な労力を要した。また、重騎兵と同じように時には、下馬して銃や弓、槍での戦列に加わることもあった。

## 歴史
軽騎兵は古くから用いられており、ギリシャ神話に登場するケンタウロスは馬を操り襲撃を行う中央アジアの遊牧民をモチーフとしている。都市文明地帯では馬に曳かれた戦車が東西を問わず青銅器時代から鉄器時代に用いられ、歩兵に対して多大な成果を挙げたが、自在な運動性に乏しく、数をそろえるのに多大な経済力を要することもあって、軽騎兵を主力とした非都市文明域の遊牧民の襲撃にはあまり有効な抵抗はできなかった。その後の戦車の廃止と騎兵の採用に不満を持つものは多く、東西を問わず蛮族と同じように馬に乗ることへの反発は大きかった。アレクサンドロス3世（大王）は軽騎兵を効果的に用いることで知られており、直属の重騎兵（ヘタイロイ）と共に投入してたびたび戦況を逆転させている。ローマ帝国もガリア人やゲルマン人などの傭兵からなる軽騎兵を効果的に用い、偵察や敵部隊の追撃、迂回挟撃などに使ったが、戦場の主力は歩兵であり、あくまでも補助が目的であった。
ヨーロッパではローマ帝国が解体するにつれ、軍隊の規模は縮小し、騎兵を配下に持つことの重要性が増加した。騎兵の襲撃に有効に対抗できるだけの規律の取れた歩兵の大部隊を維持することが非現実的となり、規律もなく武器も貧弱な寄せ集めの歩兵に対しては、重騎兵の突撃や、部隊の弱点に器用に回りこんで投槍や弓矢で攻撃を仕掛ける軽騎兵の攻撃は大きな破壊力を持ったためである。維持に多額の金がかかる騎兵は、領主や大地主が騎兵指揮官となることが多かった。中世ヨーロッパでは重騎兵が兵科の花形となり、軽騎兵の地位は低下した。ただしヨーロッパでもロシアやポーランド、ハンガリーなどの東部の地域では平原が多く、中央アジアの騎馬民族の勢力にも近かったため、軽騎兵とそれを用いた戦術が発展しており、のちにコサックやウーラン、ユサールなどの優秀な軽騎兵を生み出すこととなる。
そもそもヨーロッパや東アジアなど騎兵がそろえにくかった文化圏では、馬を養いそれに騎乗して戦場に赴けること自体が裕福な身分である証であり、装備自体も財力に応じ重装備なものになり、馬の品種も機動力のある品種よりもそうした重量に耐えられる体力のある品種が重要視されたため、軽騎兵自体が運用されることが少なかった。
遊牧地帯に近接しているため優秀な軽騎兵の徴募が容易だった中東では、軽騎兵が重要視され、常備兵の歩兵部隊と共に軍の柱となった。特に、その多くがテュルク系の遊牧民出身であった奴隷軽騎兵であるマムルークは、イスラーム社会において大きな地位を占め、結果としてイスラム圏の各地で多くのテュルク系の王朝が勃興する大きな要因となった。
近世には西ヨーロッパの各国でも次第に軽騎兵を傭兵に頼るのではなく、正規部隊として編成するようになっていった。フランスではルイ14世の治世の間に、ハンガリー騎兵（ユサール）を基にして初の軽騎兵隊が編成され、それ以降フランスの騎兵隊には必ず軽騎兵が含まれるようになった。オーストリア軍の散兵に悩まされたプロイセンのフリードリヒ大王もまた、軽騎兵の運用に熱心であった。オーストリア継承戦争において敵の散兵に対し、ユサールを広く効果的に使用したのである。部隊の前方に展開し、偵察や敵の散兵線の破壊を行うユサールは、非常に有効な兵種であった。
ポーランド・リトアニア共和国の「フサリア」はフサールを起源としていたが、16世紀には赤いベルベットの上着に白銀色の重装備の甲冑をまとい長大な槍を携え、巨大な羽飾りを背中につけ突撃を行う重騎兵という独特の形態に発展し、18世紀まで活躍した。また、ポーランドのより軽量な槍騎兵であるウワンは、18世紀頃から復活した槍騎兵の主流として各国で模倣された。
第一次世界大戦では偵察部隊として運用されたが、機関銃と鉄条網による陣地戦が主流となったことで騎兵が活躍する場面が少なかった。士官学校卒業後に槍騎兵将校として参戦したマンフレート・フォン・リヒトホーフェンは活躍の場が少ないと判断し航空部隊へと転属願いを出した。
第一次世界大戦以降はより高速な自動車やオートバイが活用されるようになった。